# باشگاه فوتبال دالیچ هملت
باشگاه فوتبال دالویچ هملت یک باشگاه فوتبال در شرق دالویچ، جنوب لندن، انگلستان است که در سال ۱۸۹۳ بنیان‌گذاری شده‌است. آن‌ها در حال حاضر در لیگ ملی جنوب انگلیس هستند و بازی در ورزشگاه چمپیون هیل است.